# Jung Sun-yong
Jung Sun-yong (* 11. März 1971) ist eine ehemalige südkoreanische Judoka. Sie gewann 1996 die olympische Silbermedaille im Leichtgewicht, der Gewichtsklasse bis 56 Kilogramm.

## Karriere
Jung Sun-yong gewann 1988 eine Bronzemedaille bei den Asienmeisterschaften in Damaskus. Bei den Olympischen Spielen 1988 in Seoul wurde Frauenjudo als Demonstrationswettbewerb ausgetragen. Jung verlor ihren Auftaktkampf gegen die Französin Catherine Arnaud. Bei den Weltmeisterschaften 1989 in Belgrad gewann sie eine Bronzemedaille. 1990 siegte sie bei den Goodwill Games in Seattle und erkämpfte eine Bronzemedaille bei den Weltmeisterschaften der Studierenden. Anfang 1991 siegte sie beim Tournoi de Paris. Bei den Weltmeisterschaften 1991 belegte sie den fünften Platz, nachdem sie im Halbfinale der Spanierin Miriam Blasco unterlegen war. Im November des gleichen Jahres besiegte sie im Finale der Asienmeisterschaften in Osaka die Japanerin Chiyori Tateno. 1992 bei der olympischen Premiere des Frauenjudo bezwang Jung in ihrem Auftaktkampf Altagracia Contreras aus der Dominikanischen Republik. Im Achtelfinale unterlag sie Miriam Blasco, in der Hoffnungsrunde verlor sie gegen Chiyori Tateno.
Anfang 1993 gewann Jung zum zweiten Mal das Tournoi de Paris. Bei den Weltmeisterschaften 1993 unterlag sie im Viertelfinale der Britin Nicola Fairbrother, nach zwei Siegen und einer Niederlage in der Hoffnungsrunde belegte sie den fünften Platz. Bei den Asienmeisterschaften 1993 in Macau bezwang Jung im Finale die Inderin Poonan Chopra. 1994 gewann sie bei den Asienspielen 1994 in Hiroshima im Finale gegen die Japanerin Noriko Narazaki. 1995 siegte sie zum dritten Mal beim Tournoi de Paris. Bei der Universiade in Fukuoka erhielt sie eine Bronzemedaille. Bei den Weltmeisterschaften in Chiba besiegte Jung im Viertelfinale Nicola Fairbrother und im Halbfinale die Brasilianerin Danielle Zangrando. Im Finale unterlag Jung der Kubanerin Driulis González. Zwei Monate nach den Weltmeisterschaften gewann Jung im Finale der Asienmeisterschaften in Neu-Delhi gegen Chiyori Tateno. Zum Abschluss ihrer Karriere bezwang Jung Sun-yong bei den Olympischen Spielen 1996 in Atlanta im Achtelfinale die Belgierin Marisabel Lomba, im Viertelfinale die Japanerin Noriko Mizoguchi und im Halbfinale die Spanierin Isabel Fernández. Das Finale gewann Driulis González durch eine Yuko-Wertung.